# Lập luận từ thẩm quyền
Lập luận từ thẩm quyền là một dạng lập luận phổ biến dẫn đến ngụy biện.
Trong suy luận phi hình thức, lập luận từ thẩm quyền là dạng lập luận cố gắng thiết lập một tam đoạn luận thống kê dưới dạng:

A là người có thẩm quyền về một chủ đề
A phát biểu mệnh đề B về chủ đề đó
B nhiều khả năng là đúng
Những ví dụ về việc sử dụng lý lẽ này bao gồm việc sử dụng trong ngữ cách suy luận lô-gic, dùng để chối bỏ bằng chứng,. Vì người có thẩm quyền có thể đi đến kết luận sai lầm thông qua sai sót, thiên kiến, không trung thực, hoặc mắc phải tư duy tập thể. Do đó, lập luận từ thẩm quyền nói chung không đáng tin cậy để xác lập chân lý.